# Pansemal
Pansemal là một thị xã và là một nagar panchayat của quận Barwani thuộc bang Madhya Pradesh, Ấn Độ.

## Địa lý
Pansemal có vị trí 21°39′B 74°42′Đ / 21,65°B 74,7°Đ Nó có độ cao trung bình là 242 mét (793 feet).

## Nhân khẩu
Theo điều tra dân số năm 2001 của Ấn Độ, Pansemal có dân số 10.745 người. Phái nam chiếm 52% tổng số dân và phái nữ chiếm 48%. Pansemal có tỷ lệ 59% biết đọc biết viết, thấp hơn tỷ lệ trung bình toàn quốc là 59,5%: tỷ lệ cho phái nam là 68%, và tỷ lệ cho phái nữ là 49%. Tại Pansemal, 17% dân số nhỏ hơn 6 tuổi.